# Natalis Guillot
Pour les articles homonymes, voir Guillot.
Natalis Guillot, né le 8 floréal (28 avril 1804) à Paris et mort le 10 novembre 1866 à Nice, est un médecin français.

## Biographie
Natalis Guillot a commencé de très bonne heure l’étude de la médecine,. Reçu docteur en 1828, il a toujours vécu d’une existence modeste et indépendante que sa situation lui assurait. Agrégé en 1831, médecin des hôpitaux en 1837, il s’est fait connaitre parmi tous ses compétiteurs par son élocution facile et claire .
Il a consacré sa vie à l’enseignement et au travail et sa carrière a été remplie par de nombreuses recherches toutes marquées par quelque idée nouvelle et par des vues originales. Il s’était toujours occupé des sciences zoologiques et l’étude de l’anatomie comparée lui a souvent fourni des faits intéressants et nouveaux pour la pathologie humaine. Les travaux d’anatomie et de pathologie, auxquels il s’est appliqué avec succès, lui étaient facilités par sa connaissance exacte du dessin. Travailleur acharné, il s’enfermait dans son laboratoire, et consacrait tout le temps dont il pouvait disposer à ses recherches de prédilection sur l’anatomie et la physiologie.
C’est surtout dans son travail sur le cerveau des quatre classes d’animaux vertébrés, et sur le réservoir de l’appareil vasculaire des raies, et sur l’appareil de respiration des oiseaux qu’il a développé son talent descriptif et ses connaissances en histoire naturelle.
En 1852, il a concouru sans succès pour le professorat mais, pour le récompenser de ses nombreux travaux savants, la chaire de clinique interne, devenue vacante, lui a été accordée, en 1855. Il a aussi écrit en latin.
Élevé au rang de chevalier de la Légion d’honneur, son dévouement pendant le choléra lui a valu la croix d’officier de la Légion d’honneur. En 1831, avant l’arrivée du choléra, il était allé, à ses frais, étudier cette maladie en Angleterre, où il a séjourné plus de trois mois. Il s’est ensuite mis à la disposition des pauvres du 9e arrondissement, et leur a prodigué des soins pendant toute la durée de la deuxième pandémie de choléra. Savant modeste, philosophe jusqu’à sa dernière heure, il avait exprimé le désir d’être inhumé sans caractère officiel, de sorte qu’aucun discours n’a été prononcé sur sa tombe.

## Jugements
« Très aimé de la jeunesse des écoles et le lui rendant bien […]. Une figure sympathique. Franc, loyal, aimable, toujours prêt à rendre service plein de bonté et de charité pour les malades, de dévouement pour les élèves, tel était Natalis Guillot. […] Intelligence vive, élevée, esprit sagace, chercheur infatigable, aimant la science pour elle-même et non pour ce qu’elle peut rapporter. »

## Publications
- Thèse sur le cerveau, 1828.
- Recherches sur la membrane muqueuse digestive dans l’état sain et l’état pathologique, 1837.
- Mémoire sur les phénomènes anatomiques que produit le développement de la matière tuberculeuse autour des articulations des membres et des os, 1833.
- Recherches sur la structure du foie des animaux mammifères et de l’homme, 1844.
- Sur un réservoir particulier que présente l’appareil circulatoire des raies, 1845.
- Mémoire sur l’appareil de la respiration des oiseaux, 1886.
- Exp. anat. de l’organisation des centres nerveux dans les quatre classes d’animaux vertébrés, 1844.Ouvrage couronné par l’Académie des sciences de Bruxelles.
- La Lésion, la maladie, 1851.